# Esperanza Pizarro
Esperanza Pizarro, (Nueva Palmira, 2001. április 15. –) uruguayi női válogatott labdarúgó.

## Pályafutása
Az ország délnyugati tartományában elhelyezkedő Colonia megyében született. Ötévesen már a helyi Sacachispas tehetségei között edződött és 11 évesen csatlakozott a  Palmirense együtteséhez. Két szezon után az ország egyik legsikeresebb csapata, a Club Nacional ajánlott fel számára szerződést.

### Klubcsapatokban

#### Nacional
A női labdarúgás leggyorsabb gólját szerezte 2019. november 26-án az U19-es bajnokságban. A történelmi találatra a Liverpool elleni mérkőzés 13. másodpercében került sor.
Josefina Villanueva és Antonella Ferradans mellett a következő szezonra aláírta Uruguay első profi női labdarúgó szerződését.
2020-ban az U19-es csapat mellett a felnőtt keretben is aktív szerepet vállalt. Október 12-én a 10–0 arányban megnyert bajnokin négyszer talált be a Danubio hálójába, két héttel később pedig mesterhármast lőtt a Fénixnek. A decemberi Fénix elleni visszavágón a bajnokság utolsó fordulójában szintén fölényes győzelmet aratva bajnoki és gólkirálynői címet szerzett.
2021. január 26-án újabb félévre kötelezte el magát a montevideói együtteshez.

#### Santa Teresa
2022 januárjában elbúcsúzott a kék-fehérektől és Spanyolország felé vette az irányt, ahol az élvonalba visszatérni szándékozó Santa Teresa mezébe öltözött. Február 26-án az UDG Tenerife ellen a mérkőzést eldöntő győztes gólt és első találatát szerezte meg a találkozó 6. percében.

#### Eibar
Két szezonra szóló megállapodást kötött 2022 augusztus 16-án az Eibar együttesével.

### A válogatottban
2016-ban megkapta első meghívóját az U17-es válogatottba, akikkel részt vett a korosztályos kontinensviadalon, egy esztendővel később pedig a hazai rendezésű világbajnokságon a torna legszebb találatát lőtte Finnországnak.
Franciaország ellen mutatkozhatott be a felnőtt válogatottban 2019. március 4-én.
2021. június 12-én a Puerto Rico elleni barátságos találkozó 5. percében szerezte meg első válogatott találatát.

## Sikerei

### Klubcsapatokban
Uruguayi bajnok (1):
- Nacional (1): 2020

### A válogatottban
Uruguay
- U17-es Dél-amerikai-bajnoki bronzérmes (1): 2018

### Egyéni
Uruguayi gólkirálynő (2): 2021 – (20 gól), 2021 – (17 gól)

## Magánélete
Édesanyját 2020 februárjában egy közlekedési balesetben veszítette el.

## Statisztikái

### A válogatottban
2022. július 19-el bezárólag
| Válogatott | Szezon   | Mérk. | Gól |
| ---------- | -------- | ----- | --- |
| Uruguay    |          |       |     |
| 2019       | 3        | 0     |     |
| 2021       | 4        | 4     |     |
| 2022       | 3        | 3     |     |
| Összesen   | Összesen | 10    | 7   |

| Uruguay színeiben szerzett góljai | Uruguay színeiben szerzett góljai | Uruguay színeiben szerzett góljai      | Uruguay színeiben szerzett góljai | Uruguay színeiben szerzett góljai | Uruguay színeiben szerzett góljai | Uruguay színeiben szerzett góljai | Uruguay színeiben szerzett góljai |
| --------------------------------- | --------------------------------- | -------------------------------------- | --------------------------------- | --------------------------------- | --------------------------------- | --------------------------------- | --------------------------------- |
|                                   |                                   |                                        |                                   |                                   |                                   |                                   |                                   |
| Gól                               | Dátum                             | Helyszín                               | Ellenfél                          | Találat                           | Eredmény                          | Esemény                           | Forrás                            |
| 1                                 | 2021. június 12.                  | Estadio Centenario, Montevideo         | Puerto Rico                       | 1–0                               | 5–1                               | Barátságos mérkőzés               | [ 15 ]                            |
| 2                                 | 2021. június 15.                  | Estadio Luis Franzini, Montevideo      | Puerto Rico                       | 1–0                               | 3–0                               | Barátságos mérkőzés               | [ 16 ]                            |
| 3                                 | 2021. szeptember 17.              | Estadio Santa Laura, Santiago          | Chile                             | 1–1                               | 2–2                               | Barátságos mérkőzés               | [ 17 ]                            |
| 4                                 | 2021. szeptember 17.              | Estadio Santa Laura, Santiago          | Chile                             | 2–1                               |                                   | Barátságos mérkőzés               | [ 17 ]                            |
| 5                                 | 2022. február 20.                 | Estadio Gunther Vogel, Asunción        | Paraguay                          | 1–0                               | 1–1                               | Barátságos mérkőzés               | [ 18 ]                            |
| 6                                 | 2022. július 19.                  | Estadio Centenario de Armenia, Armenia | Peru                              | 3–0                               | 6–0                               | 2022 Copa América                 | [ 19 ]                            |
| 7                                 | 2022. július 19.                  | Estadio Centenario de Armenia, Armenia | Peru                              | 6–0                               |                                   | 2022 Copa América                 | [ 19 ]                            |